# Seaking
Seaking (japanski: アズマオウ, Azumaō) jedan je od 1025 fiktivnih vrsta Pokémona iz medijske franšize Pokémon, skupa Pokémon videoigara, animiranih serija, manga stripova, knjiga, igraćih karata i drugih medija kojima je tvorac Satoshi Tajiri. Svrha je Seakinga u videoigrama, animiranoj seriji i manga stripovima, kao i svrha ostalih Pokémona, borba s divljim Pokémonima – neukroćenim stvorenjima koje igrači i likovi pronalaze dok kreću na razne avanture – i pripitomljenim Pokémonima drugih Pokémon trenera.

## Etimologijaimena
Ime Seaking kombinacija je engleskih riječi "sea" = more, odnoseći se na njegov Vodeni tip, kao i činjenicu da živi u vodi, i "king" = kralj, odnoseći se na povezanost s njegovim nerazvijenim oblikom, Goldeenom, koji u imenu ima riječ "queen" = kraljica. Radi toga, Seakingovo se ime može doslovno prevesti, a prevedeno glasi "Kralj mora". Njegovo je ime u beta verziji igara glasilo Neptune, odnoseći se na boga mora Neptuna. Neptun je bio rimski pandan grčkom bogu Posejdonu. 
Njegovo japansko ime, Azumaō, kombinacija je japanskih riječi "azumikasu" = dubokomorski oslić, i "ō" = kralj.

## Pokédex podaci
- Pokémon Red/Blue: U jesen, tijekom sezone mriještenja, moguće ih je ugledati kako plivaju uzvodno.
- Pokémon Yellow: Mužjakov je posao izdubiti gnijezdo u kamenju na riječnom dnu korištenjem svog moćnog roga.
- Pokémon Gold: Tijekom sezone mriještenja, Seakingi se okupljaju na jednom mjestu, potječući s različitih područja, pritom bojajući površinu rijeka u brilijantno crvenu boju.
- Pokémon Silver: Koristeći svoj rog, izdubljuje kamenje na riječnom dnu, praveći gnijezda koja onemogućavaju rijeci da ispere jaja.
- Pokémon Crystal: Kada stigne jesen, mužjaci čuvaju područje oko vlastitih gnijezda kako bi očuvali svoje potomstvo.
- Pokémon Ruby: U jesen, mužjaci izvode ples na riječnom dnu kojim se udvaraju ženkama. Tijekom tog vremena, boja tijela ovog Pokémona dostiže svoj vrhunac.
- Pokémon Sapphire: Seaking je veoma zaštitnički nastrojen prema svojim jajima. Mužjaci i ženke naizmjenično čuvaju područje gdje se jaja nalaze, što može potrajati i mjesec dana.
- Pokémon Emerald: Izdubljuje udubine u kamenju na riječnom dnu, čime lukavo sprječava grabežljivce da se dočepaju njegovih jajašaca, te onemogućuje riječnim strujama da isperu jajašca.
- Pokémon FireRed: Rog na njegovoj glavi oštar je poput bušilice. Buši rupe u kamenju na riječnom dnu praveći gnijezdo.
- Pokémon LeafGreen: U jesen, tijekom sezone mriještenja, moguće ih je ugledati kako plivaju uzvodno.
- Pokémon Diamond: Stvara gnijezda bušeći rupe u kamenju na riječnom dnu svojim rogom. Brani jajašca vlastitim životom.
- Pokémon Pearl: Kako bi zaštitio obitelj, bori se svojim oštrim rogom. Živi u šupljem kamenju na riječnom dnu.

## U videoigrama
Seaking je dostupan u svim Pokémon RPG videoigrama, obično putem pecanja. Uobičajeno mjesto gdje igrač može potražiti Seakinga jest rijeka, te je teško pronaći Seakinga u oceanima i morima. Isto tako, može ga se dobiti razvijanjem Goldeena na 33. razini.
Seakingova je Attack statistika najviša među njegovim ostalim statistikama. Seaking može imati jednu od dvije Pokémon sposobnosti; Hitro plivanje (Swift Swim), koja udvostručuje njegovu brzinu tijekom kiše, ili Vodeni veo (Water Veil), koja onemogućava protivniku da opeče Seakinga.

## Tehnike
| Prirodne tehnike            | Prirodne tehnike | Prirodne tehnike |
| --------------------------- | ---------------- | ---------------- |
| Tehnika                     | Vrsta tehnike    | Razina           |
| Kljucanje (Peck)            | Normalni         |                  |
| Zamah repom (Tail Whip)     | Normalni         |                  |
| Igra u vodi (Water Sport)   | Vodeni           |                  |
| Nadzvučna (Supersonic)      | Normalni         |                  |
| Napad rogom (Horn Attack)   | Normalni         |                  |
| Vodeni puls (Water Pulse)   | Vodeni           |                  |
| Mlatilo (Flail)             | Normalni         |                  |
| Vodeni prsten (Aqua Ring)   | Vodeni           |                  |
| Bijesni napad (Fury Attack) | Normalni         |                  |
| Vodopad (Waterfall)         | Vodeni           | 40               |
| Bušenje rogom (Horn Drill)  | Normalni         | 47               |
| Okretnost (Agility)         | Psihički         | 56               |
| Mega rog (Megahorn)         | Buba             | 63               |

## Statistike
| HP:      | 80 |  |
| Attack:  | 92 |  |
| Defense: | 65 |  |
| Special: | 80 |  |
| SpAtk:   | 65 |  |
| SpDef:   | 80 |  |
| Speed:   | 68 |  |

Statistika Special korištena je samo tijekom prve generacije; kasnije je podijeljenja na Special Attack i Special Defense statistike.

## U animiranoj seriji
Seaking je imao razna pojavljivanja u Pokémon animiranoj seriji, no one su većinom bile male i sporedne. Njegovo je važnije pojavljivanje bilo u epizodi "Hook, Line and Stinker", u kojoj je bilo natjecanje u hvatanju najtežeg Seakinga. Misty i još jedan trener uhvatili su Seakinge koji su bili jednake težine, nakon čega su se borili da bi odlučili tko je pobjednik.